# La Grande Aurore
 (août 2025).
Pour plus de détails, voir Fiche technique et Distribution.
La Grande Aurore (La grande aurora) est un film italien réalisé par Giuseppe Maria Scotese, sorti en 1947.

## Fiche technique
- Titre original : La grande aurora
- Titre français : La Grande Aurore
- Réalisation : Giuseppe Maria Scotese
- Scénario : Giuseppe Maria Scotese, Massimo Ferrara, Edoardo Micucci, Giovanni Soria et Cesare Zavattini
- Photographie : Otello Martelli
- Musique : Edoardo Micucci
- Pays d'origine : Italie
- Genre : drame
- Durée : 90 minutes
- Date de sortie : 1947
- Affiche : Pierre Segogne (France)

## Distribution
- Renée Faure : Anna Gamba
- Rossano Brazzi : Renzo Gamba
- Giovanni Grasso : Oreste Bellotti
- Michele Riccardini : Don Terenzio
- Yvonne Sanson : Daisy
- Loris Gizzi : Cooky
- Dante Maggio